# Большеколоярский сельсовет
Большеколоярский сельсовет — муниципальное образование со статусом сельского поселения в Наровчатском районе Пензенской области Российской Федерации.
Административный центр — село Большой Колояр.

## История
Статус и границы сельского поселения установлены Законом Пензенской области от 2 ноября 2004 года № 690-ЗПО «О границах муниципальных образований Пензенской области».
На территории сельсовета находится озеро Лячерка.

## Население
| 2002 | 2010 | 2012 | 2013 | 2014 | 2015 | 2016 |
| ---- | ---- | ---- | ---- | ---- | ---- | ---- |
| 1167 | ↘878 | ↘849 | ↘819 | ↘785 | ↘766 | ↘741 |
| 2017 | 2018 | 2021 |      |      |      |      |
| ↘725 | ↘700 | ↘667 |      |      |      |      |

## Состав сельского поселения
| № | Населённый пункт | Тип населённого пункта       | Население |
| - | ---------------- | ---------------------------- | --------- |
| 1 | Акимовщино       | село                         | ↘43       |
| 2 | Большой Колояр   | село, административный центр | ↘571      |
| 3 | Ляча             | село                         | ↘208      |
| 4 | Малое Кирдяшево  | деревня                      | 56        |